# Lucy Cabrera Suárez
Lucy Cabrera Suárez (Agaete, 9 de diciembre de 1917 - Las Palmas de Gran Canaria, 20 de abril de 2009) fue una mezzosoprano y cantante lírica española.  

## Trayectoria
Sus primeros pasos artísticos los dio como actriz aficionada en una compañía de comedias llamada Grupo Canario de Arte en la década de los 40, en calidad de actriz dramática.
Estudió canto en Barcelona compartiendo maestra con la soprano Victoria de los Ángeles. Becada por el Cabildo insular de Gran Canaria, se traslada a Madrid para estudiar canto obteniendo el primer premio del Real Conservatorio Superior de Música de Madrid. Viaja posteriormente a Milán gracias a un premio extraordinario otorgado por el Gobierno italiano. En el año 1947 debutó en el Teatro Máximo de Palermo con la Compañía del Teatro de la Scala de Milán, donde actuó junto a María Callas en La Walkiria. Posteriormente, actuó también con Montserrat Caballé.
Entre sus principales actuaciones destacan las celebradas en el Teatro San Carlos de Lisboa, San Remo, Milán, Londres o París, así como en el Gran Teatro del Liceo de Barcelona, Teatro Español, Teatro María Guerrero, Teatro de la Zarzuela, Teatro de Fontalba, Teatro Albéniz de Madrid, Teatro Pérez Galdós de Las Palmas de Gran Canaria y Teatro Guimerá de Santa Cruz de Tenerife.

## Reconocimientos
El Ayuntamiento de Las Palmas de Gran Canaria le brindó un homenaje en enero de 2006. La ciudad de Las Palmas de Gran Canaria cuenta con una calle a su nombre y las escuelas municipales artísticas del municipio de Agaete llevan su nombre en reconocimiento a su trayectoria vinculada a las disciplinas artísticas.